# Paraagave
Paraagave je monotipski biljni rod iz porodice šparogovki smješten u tribus Agaveae, dio je potporodice saburovki. Jedina vrsta je meksički endem P. ellemeetiana, sukulentna trajnica. 
Jedan je od tri nova roda koja su 2024. izdvojena nakon najnovojih molekularnih studija iz roda Agave. Rod je opisan u Phytoneuron 2024-02: 5 (2024)

## Sinonimi
- Agave ellemeetiana K.Koch; Wochenschr. 8: 103 (1865)
- Agave ellemeetiana subsp. subdentata (Trel.) Thiede; Bradleya 32: 157 (2014)
- Agave ellemeetiana var. subdentata Trel.; L. H. Bailey, Stand. Cycl. Hort. 1: 236 (1914)